# آرتاک داوتیان (نظامی)

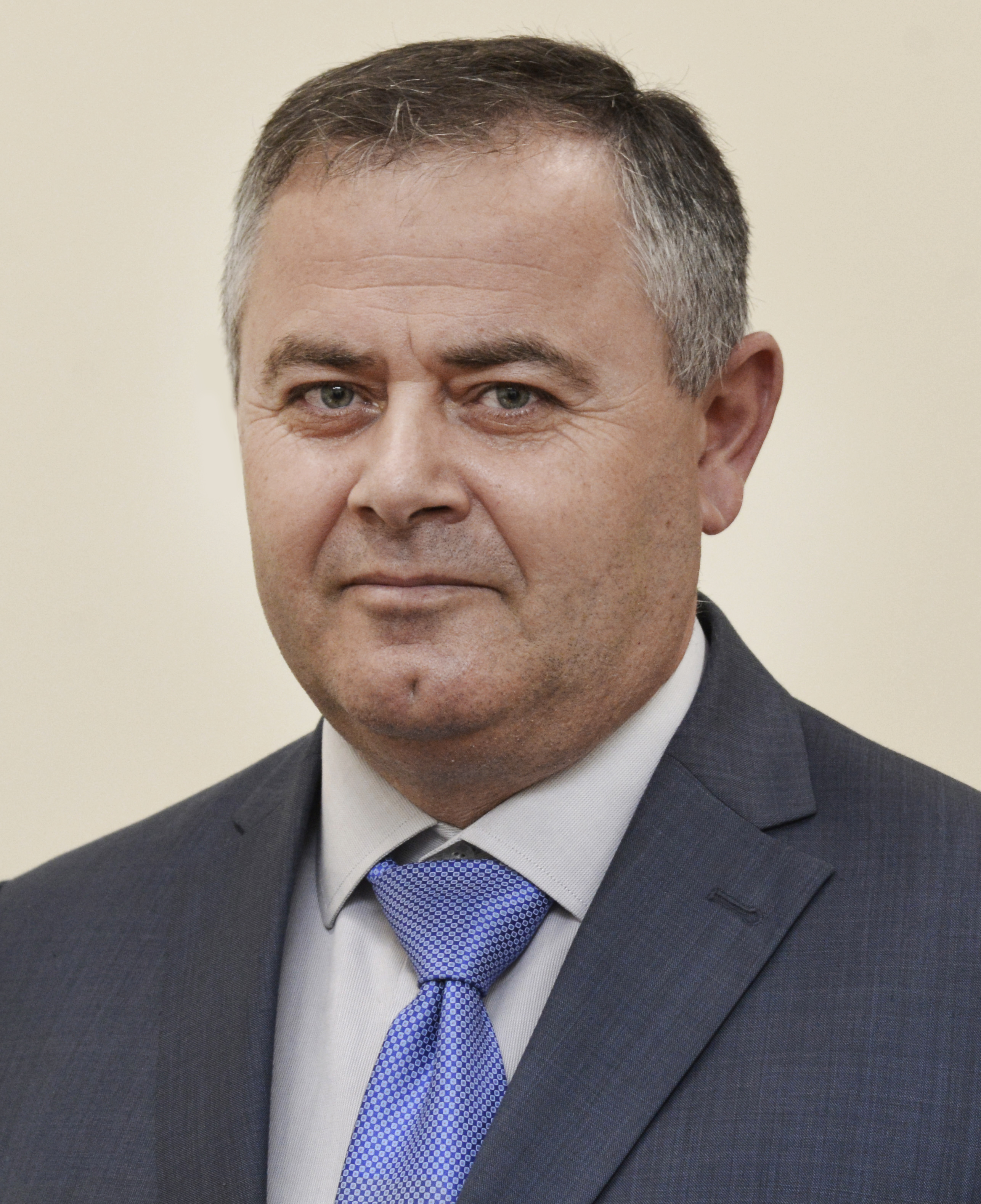

آرتاک ماتئوسی داوتیان (ارمنی: Արտակ Մաթևոսի Դավթյան; انگلیسی: Artak Davtyan؛ زادهٔ ۱۹۷۰ در بامباکاشات) نظامی اهل ارمنستان با درجه سپهبدی است که از تاریخ ۲۴ مه ۲۰۱۸ تا ژوئن ۲۰۲۰ به عنوان هفتمین رئیس ستاد مشترک نیروهای مسلح ارمنستان خدمت نمود.